# Afurolol
Alfurolol je beta blokator.